# FK Chatlon
FK Chatlon is een Tadzjiekse voetbalclub uit de stad Bochtar. 

## Geschiedenis
De club werd in 1960 opgericht en was ten tijde van de Sovjet-Unie een satellietclub van Pamir Doesjanbe. Tot 1984 heette de club Pachtakor Koergan-Tjoebe. In 1961 werd de club al Tadzjieks kampioen, destijds nog een regionale competitie. In 1965 werd de beker gewonnen en een jaar later speelden ze voor het eerst in de derde klasse van de Sovjet-competitie. Na enkele plaatsen in de middenmoot eindigden ze in 1969 zesde en in 1970 vijfde. Door een competitiehervorming werd de opmars van de club gestopt en moesten ze weer op regionaal niveau gaan spelen. In 1978 konden ze opnieuw promotie afdwingen naar de derde klasse en eindigde daar 22ste. Ook de volgende jaren eindigde de club niet veel hoger. In 1984 eindigde de club in de middenmoot maar moest daarna weer naar de Tadzjiekse competitie. Onder de nieuwe naam Vachsj Koergan-Tjoebe werden ze in 1985 kampioen en mochten zo opnieuw naar de derde klasse. De club eindigde elk jaar hoger de volgende jaren tot in 1990 het weer achteruit ging en in 1991 de degradatie volgde. In Sovjet-tijden stroomden de betere spelers van de club zoals Moechsin Moechamadnjev en Chakim Foezajlov door naar Pamir Doesjanbe
Door de onafhankelijkheid van Tadzjikistan ging de club met de inmiddels Tadzjiekse naam Vahš Ķūrġontepp in de nieuwe competitie spelen. In het eerste seizoen werd de club derde. Na twee tiende plaatsen werden ze in 1997 landskampioen en bekerwinnaar. Na een tweede landstitel in 2005 nam de club in 2006 deel aan de AFC President's Cup en bereikte daar de finale, die ze verloren van Dordoi-Dynamo Naryn. In 2009 werden ze voor de derde keer kampioen. Na nog een derde plaats in 2010 verzeilde de club meer en meer in de middenmoot.
In februari 2018 werd de club vanwege financiële problemen overgenomen door het regionale bestuur van Bochtar en hernoemd in FK Chatlon.

## Erelijst
Landskampioen
1997, 2005, 2009
Beker van Tadzjikistan
1997, 2003
Kampioenschap Tadzjiekse SSR
1961, 1985
Beker van de Tadzjiekse SSR
1965
Chatlon · 
Choedzjand ·
CSKA Pomir · 
Doesjanbe-83 · 
Fajzdjand · 
Istaravshan · 
Istiklol · 
Koektosj Rudaki · 
Lokomotiv Pomir · 
Regar-TadAZ